# Lista președinților Lituaniei
Aceasta este lista Președinților Republicii Lituania.

## Republica Lituania (1918-1940)
| Mandat                              | Numele                  | Note                                                                       |
| ----------------------------------- | ----------------------- | -------------------------------------------------------------------------- |
| 4 aprilie 1919-19 iunie 1920        | Antanas Smetona         | Desemnat de Consiliul Lituaniei                                            |
| 19 iunie 1920-7 iunie 1926          | Aleksandras Stulginskis | Președinte interimar. Reales de Seimas la 21 decembrie 1922 și iunie 1923. |
| 7 iunie 1926-19 decembrie 1926      | Kazys Grinius           | Înlăturat de o lovitură de stat                                            |
| 18 decembrie 1926-19 decembrie 1926 | Jonas Staugaitis        |                                                                            |
| 19 decembrie 1926                   | Aleksandras Stulginskis |                                                                            |
| 19 decembrie 1926-15 iunie 1940     | Antanas Smetona         | Al doilea mandat                                                           |
| 15 iunie 1940-17 iunie 1940         | Antanas Merkys          | A preluat președinția fără demisia lui Antanas Smetona.                    |

## Lituania încorporată înUniunea Sovietică(1940-1941 și 1944-1990)
După invazia sovietică, din 1940, șeful statului era, cu diferite modificări, un titlu onorific, în persoana Președintelui Sovietului Suprem al Republicii Sovietice Socialiste Lituaniene.
1. (1940 - 1974) Antanas Sniečkus
2. (1974 - 1987) Petras Griškevičius
3. (1987 - 1988) Ringaudas Bronislovas Songaila
4. (1988 - 1990) Algirdas Mykolas Brazauskas

## Republica Lituania (după 1990)
La începutul anului 1990, candidații susținuți de mișcarea reformistă Sąjūdis au câștigat alegerile pentru Sovietul Suprem al Lituaniei, care a proclamat, la 11 martie 1990, independența țării. Lituania este prima din republicile sovietice care și-a declarat independența. Președintele în exercițiu al Sovietului Suprem al Lituaniei, Vytautas Landsbergis, a devenit primul președinte al noii republici independente. 
| Mandat                              | Numele               | Note                                                                                              |
| ----------------------------------- | -------------------- | ------------------------------------------------------------------------------------------------- |
| 11 martie 1990-25 noiembrie 1992    | Vytautas Landsbergis |                                                                                                   |
| 25 noiembrie 1992-25 februarie 1998 | Algirdas Brazauskas  | Președinte interimar până la 25 februarie 1993, când a fost ales.                                 |
| 26 februarie 1998-25 februarie 2003 | Valdas Adamkus       |                                                                                                   |
| 26 februarie 2003-6 aprilie 2004    | Rolandas Paksas      | Înlăturat de la președinție, de către Seimas (Parlament), pentru încălcări grave ale Constituției |
| 6 aprilie 2004-12 iulie 2004        | Artūras Paulauskas   | Președinte interimar                                                                              |
| 12 iulie 2004-12 iulie 2009         | Valdas Adamkus       |                                                                                                   |
| 12 iulie 2009 - -12 iulie 2019      | Dalia Grybauskaitė   |                                                                                                   |
| 12 iulie 2019 -                     | Gitanas Nausėda      | Președinte în exercițiu                                                                           |

## Legături externe
- Site oficial Arhivat în 9 iunie 2010, la Wayback Machine.